# Балаздынь (река)

Балаздынь (Болазо) — река в России, протекает в Невельском районе и Великолукском районе Псковской области. Река вытекает из озера Малый Иван и течёт на восток через озера Стремяное и Балаздынь. Устье реки находится в 393 км по левому берегу реки Ловать. Длина реки составляет 26 км.
У деревни Лоскатухино слева впадает приток Ужин.
На реке находятся деревня Журы Голубоозерской волости Невельского района и деревня Лоскатухино Борковской волости Великолукского района.

## Данные водного реестра
По данным государственного водного реестра России относится к Балтийскому бассейновому округу, водохозяйственный участок реки — Ловать и Пола, речной подбассейн реки — Волхов. Относится к речному бассейну реки Нева (включая бассейны рек Онежского и Ладожского озера).
По данным геоинформационной системы водохозяйственного районирования территории РФ, подготовленной Федеральным агентством водных ресурсов:
- Код водного объекта в государственном водном реестре — 01040200312102000022738
- Код по гидрологической изученности (ГИ) — 102002273
- Код бассейна — 01.04.02.003
- Номер тома по ГИ — 2
- Выпуск по ГИ — 0